# Hammerella pectinata
Hammerella pectinata är en kvalsterart som först beskrevs av Aoki 1983.  Hammerella pectinata ingår i släktet Hammerella och familjen Granuloppiidae. Inga underarter finns listade i Catalogue of Life.